# Santa Caterina da Siena a Via Giulia
Santa Caterina da Siena a Via Giulia, även benämnd Santa Caterina de' Senesi, är en kyrkobyggnad i Rom, helgad åt den heliga Katarina av Siena. Kyrkan är belägen vid Via Giulia i rione Regola och tillhör församlingen San Lorenzo in Damaso. Santa Caterina är sienesarnas kyrka i Rom.

## Kyrkans historia
Kyrkan grundades av Confraternita di Santa Caterina da Siena dei Senesi, som vann godkännande av påve Leo X år 1519. Detta brödraskap hade tidigare samlats i kyrkan San Nicola degli Incoronati. Kyrkan Santa Caterina påbörjades 1526 av Baldassare Peruzzi. De största donationerna till kyrkbygget kom från bankiren Agostino Chigi, vars familj ursprungligen härstammade från Siena, och från kardinal Giovanni Piccolomini. Chigi uppdrog åt Gerolamo Genga att måla Kristi uppståndelse för högaltaret. Denna målning bevaras numera i brödraskapets oratorium. De två sidoaltarna hade målningar av Timoteo Viti, som tillhörde Rafaels skola, och Antiveduto Grammatica, men dessa verk har gått förlorade. Denna första kyrka på platsen omnämns i Catalogo del 1555, Tassa di S. Pio V och Catalogo dell'Anonimo Spagnuolo.
På grund av en av Tiberns översvämningar underminerades kyrkobyggnadens grund och mellan 1766 och 1775 företogs en genomgripande ombyggnad under ledning av arkitekten Paolo Posi. Sistnämnda år konsekrerades den nya kyrkan.
Under den franska ockupationen av Rom 1798 plundrades kyrkan.

## Kyrkans exteriör
Fasaden, som har två våningar, accentueras av trefjärdedelskolonner och sidopartiernas konkava utformning. Arkitekten Paolo Posi lät sig influeras av det borrominiska formspråket beträffande konkaviteten. Nedervåningen har två toskanska kolonner, vilka bägge flankeras av pilastrar. Arkitraven ovanför ingångsportalen har en lagerfestong. Portalens krönande segmentbågepediment bär upp Sienas vapen. Pedimentets fält hyser en stuckskulptur med ett flammande hjärta (Katarinas symbol), en törnekrona, en palmkvist och Arons grönskande stav, samtliga hopknutna med ett böljande band.
Övervåningens mittparti har joniska kolonner och pilastrar, medan de konkava sidopartierna har toskanska pilastrar. Det rektangulära fönstret kröns av ett segmentbågepediment med bruten gesims som innehåller ett musselskal, från vilka festonger hänger. Bägge sidopartierna är dekorerade med ovala stuckreliefer. I dessa ses Ascanius och Senius dia en varginna. Enligt högmedeltida sienensisk legend var Ascanius och Senius söner till Remus och grundade Siena. Relieferna har akronymen SPQS, den sienensiska motsvarigheten till SPQR. Övervåningens sidoaxlar avgränsas med toskanska pilasterknippen och kröns av vaser med blommor. Fasaden kröns av ett triangulärt pediment, på vilket står vaser med eldsflammor.

## Kyrkans interiör
Kyrkan är enskeppig med två sidokapell på var sida. Högkoret har en absid. Skeppets åtta tondi skildrar scener ur den heliga Katarinas liv och är utförda av Giovanni Sorbi, Tommaso Conca, Étienne Parrocel och Pietro Angeletti.

### Högkoret
Högkoret har korintiska halvkolonner och pilastrar, över vilka gesimsen kraftigt förkroppar sig. Kapitälen är smyckade med rosor. Högaltarmålningen skildrar Den heliga Katarinas mystiska trolovning och är utförd av Gaetano Lapis. I absidens halvkupol har Laurent Pécheux målat Den heliga Katarina följer påve Gregorius XI från Avignon till Rom; Katarina hade under lång tid uppmanat påven att lämna den babyloniska fångenskapen i Avignon och återvända till Rom.

### Höger sida
Första kapellet är invigt åt den helige Bernardinus av Siena och har Salvatore Monosilios Den helige Bernardinus predikar i Jesu namn. Det andra kapellet är invigt åt den helige Bernardo Tolomei, som grundade olivetanernas kongregation. Altarmålningen Kristus uppenbarar sig för den helige Bernardo Tolomei är ett verk av Niccolò Lapiccola.

### Vänster sida
Första kapellet är invigt åt den helige påven Gregorius VII. Altarmålningen av Domenico Corvi skildrar hur Gregorius VII släcker branden som anlagt i Vatikanen av Henrik IV:s trupper. På vänster sida återfinns arkitekten Paolo Posis gravmonument med en byst av hans elev Giuseppe Palazzi. Det andra kapellets altarmålning är Bebådelsen av Tommaso Conca, som var släkt med Sebastiano Conca.

### Sakristian
I taket har Taddeo Kuntz målat Änglar med liturgiska objekt. Här bevaras även målningarna Bebådelsen, Madonnan och Barnet med de heliga Bernardinus och Katarina och andra helgon samt Den heliga Katarinas mystiska trolovning.

### Kryptan och oratoriet
Kryptan med tunnvalv var tidigare begravningsplats för namnkunniga sienensare. Vid det enkla altaret firas fortfarande requiemmässor. Brödraskapets oratorium är dekorerat med stuckatur av Taddeo Kuntz. Till höger står Ercole Ferratas skulptur av den heliga Katarina. Oratoriets mästerverk utgörs av Gerolamo Gengas altarmålning Kristi uppståndelse, som ursprungligen utfördes för högaltaret i den gamla kyrkan omkring år 1520. Målningen är signerad HYERO GINGA URBINAS FACIEB.
Vid Via di Monserrato 111–112 är brödraskapets lilla palats beläget. Nedervåningen har en relief med Ascanius och Senius; de tre övre våningarna har loggior med doriska kolonner. Fasaden skall påminna om  den heliga Katarinas födelsehus i Fontebranda i Siena.

## Bilder

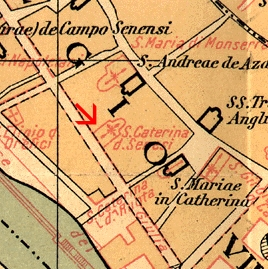
Santa Caterina da Siena a Via Giulia (här benämnd S. Caterina d. Senesi, vid den röda pilen) på Christian Hülsens Rom-karta från 1927.
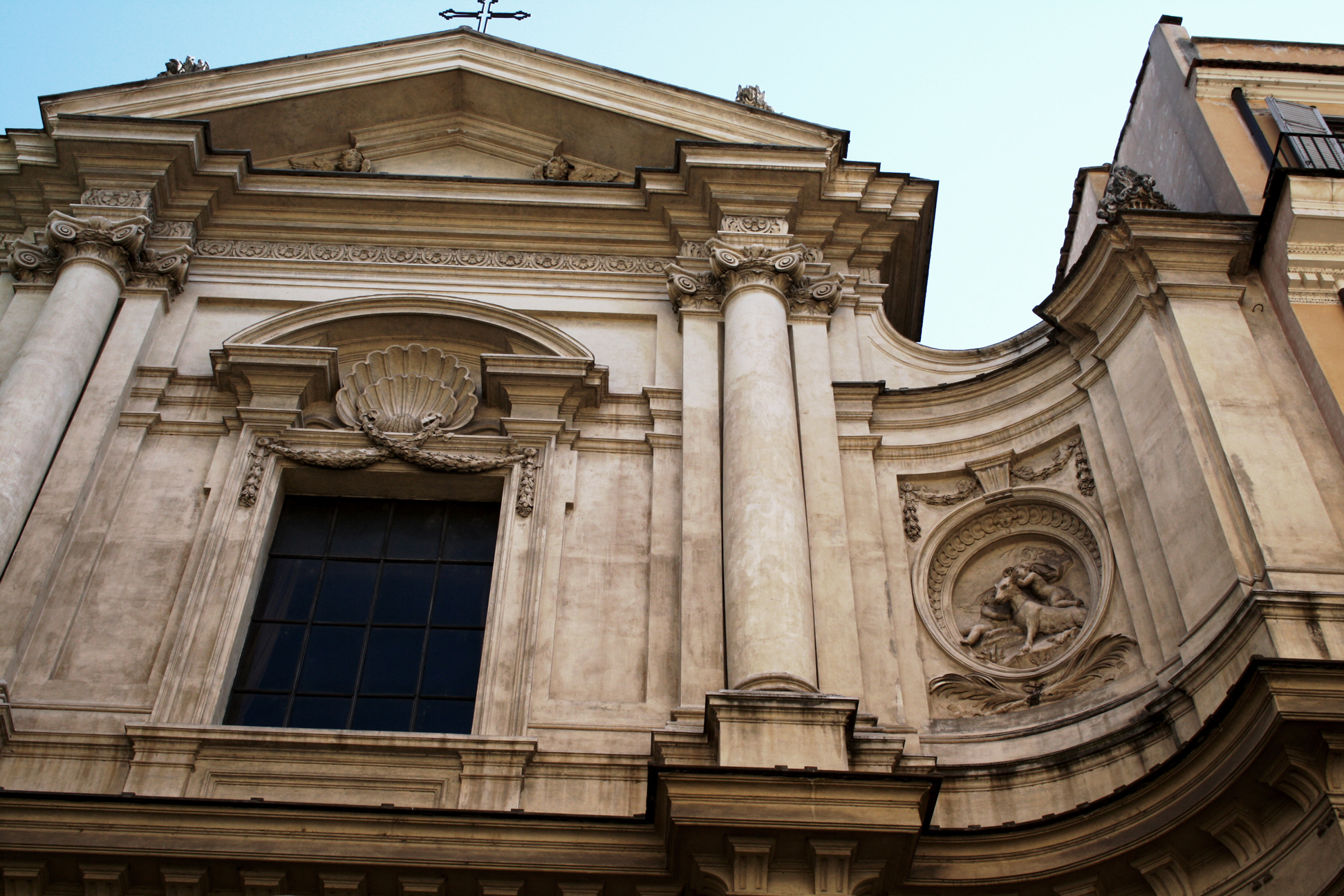
Del av fasaden.